# ماري كروفورد
ماري مولي كروفورد (18 فبراير 1884-25 نوفمبر 1972)‏(بالإنجليزية: Mary M. Crawford)‏ كانت جراحة أمريكية، وتُعد أول جراحة سيارات إسعاف مرأة في بروكلين وعملت كجراحة في فرنسا خلال الحرب العالمية الأولى كما شاركت في إنشاء خدمة مستشفيات النساء الأمريكيات .

## الحياة الشخصية

### النشأة
ولدت ماري ميريت كروفورد في 18 فبراير 1884 في مانهاتن وكانت واحدة من ثمانية أشقاء.   التحقت بجامعة كورنيل وتخرجت عام 1904 وحصلت على شهادة الطب عام 1907. 

### الحياة في مراحل متقدمة من العمر
تزوجت كروفورد من إدوارد شوستر بعد وقت قصير من عودتها من الحرب العالمية الأولى.   أنجبا ابنة واحدة ولدت في يناير 1917. 
تقاعدت كروفورد في عام 1949 وتوفيت في مستشفى ميدتاون بمدينة نيويورك في 25 نوفمبر 1972. 

## المسار الوظيفي

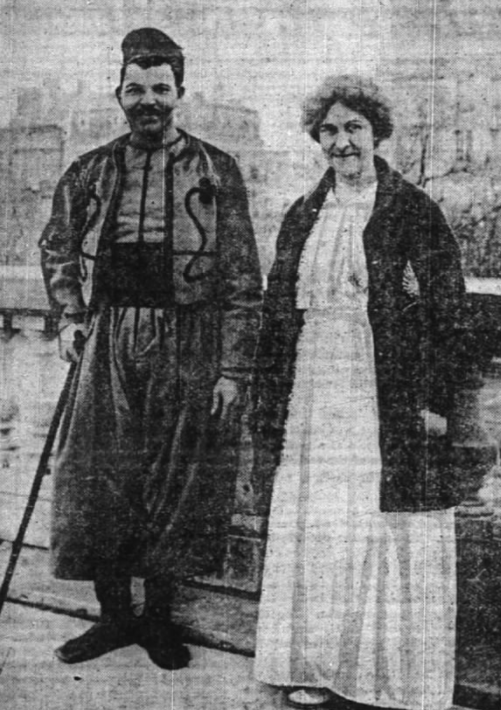
ماري كروفورد إلى جانب أحد مرضاها أثناء الحرب العالمية الأولى.

حصلت كروفورد على منصب متدرب في مستشفى ويليامزبرج بعد حصولها علي الشهادة الطبية.  عادةً ما تُطلب إعلانات المتدرب في ذلك الوقت للطلاب الذكور فقط لكن الرقابة أدت إلى عدم تضمين مستشفى ويليامزبرغ هذا الشرط في إعلانهم. تقدمت كروفورد وحصل على أعلى درجة من بين 35 متقدمًا في امتحان القبول.  وتم اعتبار كروفورد أول جراحة إسعاف مرأة في بروكلين .  كانت أول سيارة إسعاف لها في 15 يناير 1908 لرجل سقط من نافذة.  ابتكرت كروفورد الزي الرسمي الخاص بها لعملها لكونها أول امرأة في خدمة الإسعاف هذه. 
في عام 1910 بدأت عملها الطبي في بروكلين إلى جانب عملها في المستشفى سافرت إلى فرنسا كواحدة من 6 جراحين أمريكيين مولتهم آنا قاولد خلال الحرب العالمية الأولى،   عملت كطبيبة تخدير وجراحة منزلية في مستشفى الإسعاف الأمريكي في نوي- سور-سين لفترة سنة واحدة.  
ألقت كروفورد محاضرات بعد عودتها لجمع الأموال للمستشفيات في فرنسا،  وقادت خدمة مستشفيات النساء الأمريكيات من عام 1917 بعد أن أسستها الجمعية الطبية النسائية الوطنية بهدف إنشاء مستشفيات أمريكية في أوروبا. 
تم تعيين كروفورد كرئيسة للجمعية الطبية النسائية الوطنية في يونيو 1918.  في عام 1919 قادت إنشاء قسم طبي في بنك الاحتياطي الفيدرالي كمدير طبي له.   وفي عام 1929 أصبحت رئيسة الخدمة الصحية لجمعية المرأة الأمريكية في ناديها . 